# Polydesma zethesoides
Polydesma zethesoides là một loài bướm đêm trong họ Erebidae.